# Olivia Cenizal
Olivia Cenizal (21 de octubre de 1926 - 14 de abril de 2008) fue una actriz de cine filipina.
Nació como Gloria Pagtakhan Maigue en Imus, Cavite, en una familia musical. Fue animada por Cirio H. Santiago para convertirse en actriz de cine. Su debut en el cine fue en Palahamak (1955). Se cambió el nombre a Olivia porque Gloria Romero era ya prominente en el cine local y porque Cenizal se parecía a la actriz de cine estadounidense Olivia de Havilland.
Cenizal fue dos veces nominada para un Famas Best Actress Award, para Desperado (1956), y Water Lily (1958). Cenizal se jubiló de su carrera interpretativa en la década de los 70, aunque ocasionalmente apareció en películas hasta los 90.

## Muerte
Olivia Cenizal murió el 14 de abril de 1008, a los 81 años de edad, debido a complicaciones derivadas de una enfermedad de colon. Su marido, Josefino Cenizal, compositor, le sobrevivió.

## Filmografía
- 1955 - Palahamak - Premiere Productions
- 1955 - Minera - Premiere Productions
- 1955 - Ha Cha Cha - People's Pictures
- 1955 - Pangako ng Puso - Larry Santiago Productions
- 1955 - Pandanggo ni Neneng - Premiere Productions
- 1955 - Pitong Maria - Larry Santiago Productions
- 1956 - Desperado - People's Pictures
- 1956 - Margarita - People's Pictures
- 1956 - Prinsipe Villarba - People's Pictures
- 1956 - Haring Espada - People's Pictures
- 1957 - Libre Comida - Balatbat Pictures
- 1957 - Bicol Express - Premiere Productions
- 1957 - Prinsipe Alejandre at Don Luis - Premiere Productions
- 1958 - Man on the Run - Cirio H. Santiago Film Organization
- 1958 - Water Lily - Premiere Productions
- 1958 - Obra-Maestra - People's Pictures
- 1964 - Ging - People's Pictures